# Troglohyphantes lucifuga
Troglohyphantes lucifuga este o specie de păianjeni din genul Troglohyphantes, familia Linyphiidae. A fost descrisă pentru prima dată de Simon, 1884. Conform Catalogue of Life specia Troglohyphantes lucifuga nu are subspecii cunoscute.